# Harderwold

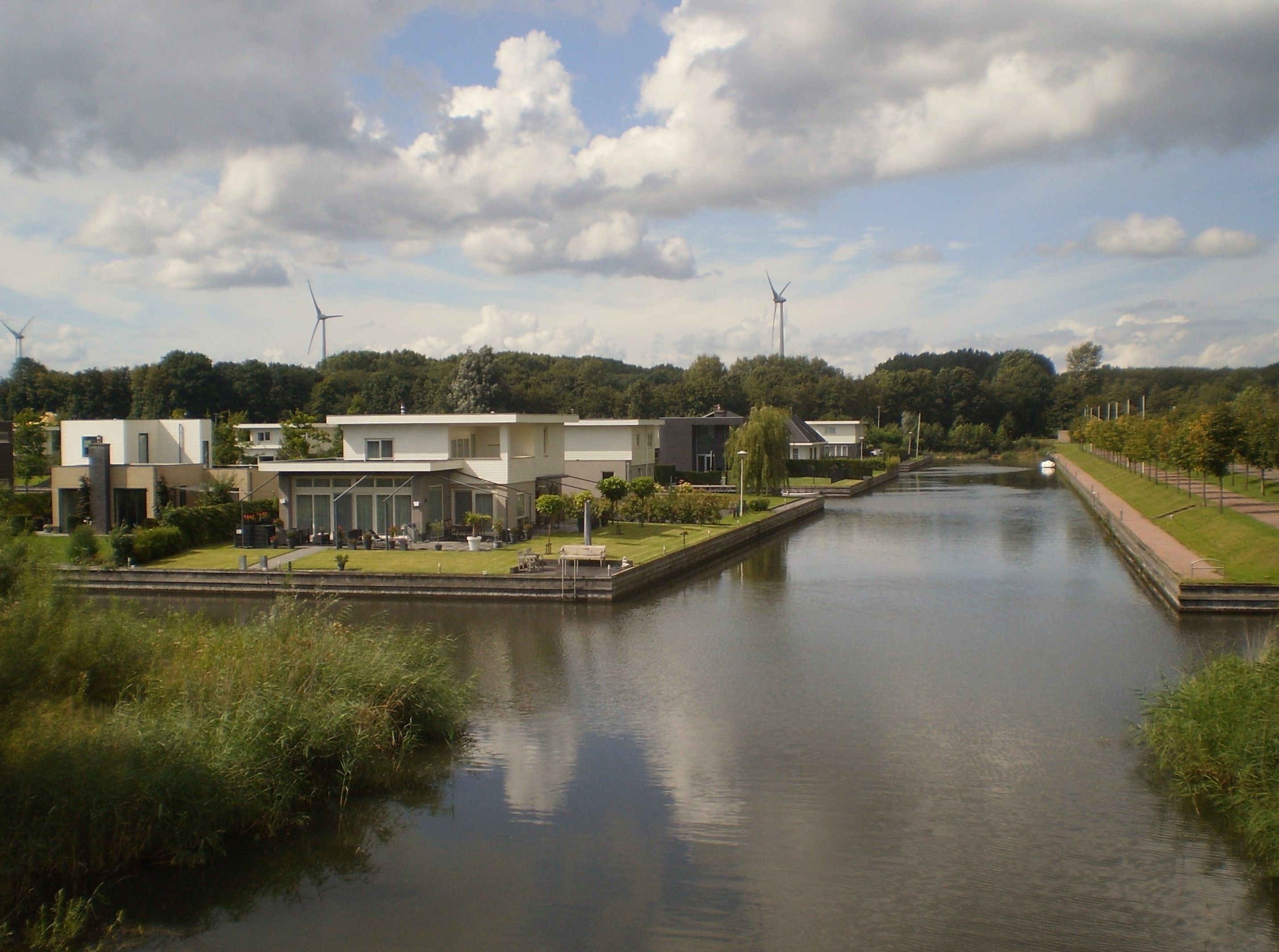
Het resort in 2014

Harderwold is een villaresort in de Nederlandse gemeente Zeewolde, direct ten zuiden van het Harderbos.
Het park is in drie fasen gebouwd, grotendeels ontworpen door Jan des Bouvrie en vormt één geheel met Golfclub Harderwold. De villa's liggen aan een water dat, via de Hoge Dwarsvaart, in verbinding staat met het Wolderwijd.